# Chrysothyridia
Chrysothyridia là một chi bướm đêm thuộc họ Crambidae.

## Các loài
- Chrysothyridia invertalis (Snellen, 1877)
- Chrysothyridia triangulifera Munroe, 1967